# Seelsorgebereiche und Pfarrkirchen im Kreisdekanat Rhein-Sieg-Kreis
Aufgeführt sind die Seelsorgebereiche und Pfarrkirchen sowie Filialkirchen im Kreisdekanat Rhein-Sieg-Kreis im Pastoralbezirk Süd des Erzbistums Köln.
| Seelsorgebereich                   | Pfarrkirche                          | Filialkirchen | ehemaliges Dekanat    |
| ---------------------------------- | ------------------------------------ | --- | --------------------- |
| Alfter                             | St. Jakobus, Gielsdorf               | | Bornheim              |
| Alfter                             | St. Lambertus, Witterschlick         | | Bornheim              |
| Alfter                             | St. Maria Hilf, Volmershoven-Heidgen | | Bornheim              |
| Alfter                             | St. Mariä Himmelfahrt, Oedekoven     | St. Mariä Heimsuchung, Impekoven | Bornheim              |
| Alfter                             | St. Matthäus, Alfter                 | | Bornheim              |
| Bad Honnef                         | St. Aegidius, Aegidienberg           | | Königswinter          |
| Bad Honnef                         | St. Johann Baptist, Bad Honnef       | | Königswinter          |
| Bad Honnef                         | St. Mariä Heimsuchung, Rhöndorf      | | Königswinter          |
| Bad Honnef                         | St. Martin, Selhof                   | | Königswinter          |
| Bornheim – An Rhein und Vorgebirge | St. Ägidius, Hersel                  | | Bornheim              |
| Bornheim – An Rhein und Vorgebirge | St. Evergislus, Brenig               | | Bornheim              |
| Bornheim – An Rhein und Vorgebirge | St. Georg, Widdig                    | | Bornheim              |
| Bornheim – An Rhein und Vorgebirge | St. Sebastian, Roisdorf              | | Bornheim              |
| Bornheim – An Rhein und Vorgebirge | St. Servatius, Bornheim              | | Bornheim              |
| Bornheim Vorgebirge                | St. Ägidius, Hemmerich               | | Bornheim              |
| Bornheim Vorgebirge                | St. Albertus Magnus, Dersdorf        | | Bornheim              |
| Bornheim Vorgebirge                | St. Gervasius und Protasius, Sechtem | | Bornheim              |
| Bornheim Vorgebirge                | St. Joseph Kardorf                   | | Bornheim              |
| Bornheim Vorgebirge                | St. Markus, Rösberg                  | | Bornheim              |
| Bornheim Vorgebirge                | St. Martin, Merten                   | | Bornheim              |
| Bornheim Vorgebirge                | St. Michael, Waldorf                 | | Bornheim              |
| Bornheim Vorgebirge                | St. Walburga, Walberberg             | | Bornheim              |
| Pfarrei St. Patricius (Eitorf)     | St. Patricius, Eitorf                | St. Agnes, Merten; St. Aloysius, Mühleip; St. Franziskus Xaverius, Obereip; St. Josef, Harmonie; St. Petrus Canisius, Alzenbach | Eitorf/Hennef         |
| Geistingen/Hennef/Rott             | St. Mariä Heimsuchung, Rott          | St. Michael, Westerhausen | Eitorf/Hennef         |
| Geistingen/Hennef/Rott             | St. Michael, Geistingen              | Herz-Jesu, Stoßdorf | Eitorf/Hennef         |
| Geistingen/Hennef/Rott             | St. Simon und Judas, Hennef          | St. Josef, Allner | Eitorf/Hennef         |
| Hennef-Ost                         | St. Johannes der Täufer, Uckerath    | | Eitorf/Hennef         |
| Hennef-Ost                         | St. Katharina, Stadt Blankenberg     | St. Adelheid, Greuelsiefen | Eitorf/Hennef         |
| Hennef-Ost                         | Liebfrauen, Warth                    | | Eitorf/Hennef         |
| Hennef-Ost                         | St. Remigius, Happerschoß            | St. Mariä Himmelfahrt, Bröl | Eitorf/Hennef         |
| Hennef-Ost                         | Zur Schmerzhaften Mutter, Bödingen   | | Eitorf/Hennef         |
| Königswinter-Am Ölberg             | St. Joseph, Thomasberg               | St. Judas Thaddäus, Heisterbacherrott | Königswinter          |
| Königswinter-Am Ölberg             | St. Margareta, Stieldorf             | | Königswinter          |
| Königswinter-Am Ölberg             | St. Mariä Himmelfahrt, Eudenbach     | | Königswinter          |
| Königswinter-Am Ölberg             | St. Pankratius, Oberpleis            | St. Michael, Uthweiler | Königswinter          |
| Königswinter-Am Ölberg             | Zur Schmerzhaften Mutter, Ittenbach  | | Königswinter          |
| Königswinter-Tal                   | St. Laurentius, Oberdollendorf       | Hl. Geist, Römlinghoven und Klosterkirche Heisterbach | Königswinter          |
| Königswinter-Tal                   | St. Michael, Niederdollendorf        | Kapelle St. Peter auf dem Petersberg | Königswinter          |
| Königswinter-Tal                   | St. Remigius, Königswinter           | Maria, Königin des Friedens, Königswinter | Königswinter          |
| Pfarrei St. Johannes (Lohmar)      | St. Johannes Enthauptung, Lohmar     | St. Bartholomäus, Wahlscheid; St. Franziskus Xaverius, Heide; St. Isidor, Halberg; St. Joseph, Breidt; Kreuzerhöhung, Scheiderhöhe; St. Mariä Geburt, Birk; St. Maria Heimsuchung, Donrath; St. Mariä Himmelfahrt, Neuhonrath                                           | Siegburg/St. Augustin |
| Meckenheim                         | St. Jakobus, Ersdorf                 | | Meckenheim/Rheinbach  |
| Meckenheim                         | St. Johannes der Täufer, Meckenheim  | | Meckenheim/Rheinbach  |
| Meckenheim                         | St. Martin, Wormersdorf              | St. Martinus, Ipplendorf | Meckenheim/Rheinbach  |
| Meckenheim                         | St. Michael, Merl                    | | Meckenheim/Rheinbach  |
| Meckenheim                         | St. Petrus, Lüftelberg               | | Meckenheim/Rheinbach  |
| Much                               | St. Johann Baptist, Kreuzkapelle     | | Neunkirchen           |
| Much                               | St. Mariä Himmelfahrt, Marienfeld    | St. Maria Königin, Marienberghausen | Neunkirchen           |
| Much                               | St. Martinus, Much                   | St. Petrus Canisius, Wellerscheid; St. Josef, Hetzenholz | Neunkirchen           |
| Neunkirchen-Seelscheid             | St. Anna, Hermerath                  | | Neunkirchen           |
| Neunkirchen-Seelscheid             | St. Georg, Seelscheid                | | Neunkirchen           |
| Neunkirchen-Seelscheid             | St. Margareta, Neunkirchen           | | Neunkirchen           |
| Niederkassel-Nord                  | St. Jakobus, Lülsdorf                | St. Ägidius, Ranzel | Troisdorf             |
| Niederkassel-Nord                  | St. Matthäus, Niederkassel           | | Troisdorf             |
| Niederkassel-Nord                  | Sieben Schmerzen, Uckendorf          | | Troisdorf             |
| Pfarrei St. Martin (Rheinbach)     | St. Martin, Rheinbach                | St. Ägidius, Oberdrees; St. Antonius, Niederdrees; St. Bartholomäus, Kalenborn; St. Basilides, Ramershoven; St. Hubertus, Todenfeld; St. Joseph, Queckenberg; St. Margaretha, Neukirchen; St. Mariä Himmelfahrt, Merzbach; St. Martin, Flerzheim; St. Martin, Hilberath | Meckenheim/Rheinbach  |
| Rheinischer Westerwald             | St. Antonius, Oberlahr               | | Eitorf/Hennef         |
| Rheinischer Westerwald             | St. Bartholomäus, Windhagen          | | Eitorf/Hennef         |
| Rheinischer Westerwald             | St. Laurentius, Asbach               | | Eitorf/Hennef         |
| Rheinischer Westerwald             | St. Pantaleon, Buchholz              | | Eitorf/Hennef         |
| Rheinischer Westerwald             | Rosenkranzkönigin Asbach, Limbach    | | Eitorf/Hennef         |
| Rheinischer Westerwald             | St. Trinitatis, Asbach               | | Eitorf/Hennef         |
| Ruppichteroth                      | St. Maria Magdalena, Schönenberg     | | Neunkirchen           |
| Ruppichteroth                      | St. Servatius, Winterscheid          | St. Joseph, Bröleck | Neunkirchen           |
| Ruppichteroth                      | St. Severin, Ruppichteroth           | | Neunkirchen           |
| Sankt Augustin                     | St. Anna, Hangelar                   | | Siegburg/St. Augustin |
| Sankt Augustin                     | St. Augustinus, Menden               | St. Maria Rosenkranzkönigin, Meindorf | Siegburg/St. Augustin |
| Sankt Augustin                     | St. Maria Königin, Sankt Augustin    | | Siegburg/St. Augustin |
| Sankt Augustin                     | St. Mariä Heimsuchung, Mülldorf      | | Siegburg/St. Augustin |
| Sankt Augustin                     | St. Martinus, Niederpleis            | St. Georg, Buisdorf; St. Mariä Himmelfahrt, Birlinghoven | Siegburg/St. Augustin |
| Pfarrei St. Servatius (Siegburg)   | St. Servatius, Siegburg              | St. Anno, Aulgasse; St. Antonius, Seligenthal; St. Dreifaltigkeit, Wolsdorf; St. Elisabeth, Deichhaus; St. Hedwig, Zange; St. Joseph, Brückberg; Liebfrauen, Kaldauen; St. Mariä Empfängnis, Stallberg; St. Mariä Namen, Braschoß                                       | Siegburg/St. Augustin |
| Pfarrei St. Johannes (Sieglar)     | St. Johannes, Sieglar                | St. Antonius, Kriegsdorf; Herz Jesu, Friedrich-Wilhelms-Hütte; St. Peter und Paul, Eschmar | Troisdorf             |
| Siegmündung                        | St. Dionysius, Rheidt                | | Troisdorf             |
| Siegmündung                        | St. Lambertus, Bergheim              | St. Adelheid, Müllekoven | Troisdorf             |
| Siegmündung                        | St. Laurentius, Mondorf              | | Troisdorf             |
| Swisttal                           | St. Antonius, Straßfeld              | | Meckenheim/Rheinbach  |
| Swisttal                           | St. Georg, Miel                      | | Meckenheim/Rheinbach  |
| Swisttal                           | St. Katharina, Buschhoven            | | Meckenheim/Rheinbach  |
| Swisttal                           | St. Kunibert, Heimerzheim            | | Meckenheim/Rheinbach  |
| Swisttal                           | St. Martinus, Ollheim                | | Meckenheim/Rheinbach  |
| Swisttal                           | St. Nikolaus, Morenhoven             | | Meckenheim/Rheinbach  |
| Swisttal                           | St. Petrus und Paulus, Ludendorf     | | Meckenheim/Rheinbach  |
| Swisttal                           | St. Petrus und Paulus, Odendorf      | Alt St. Petrus und Paulus, Odendorf | Meckenheim/Rheinbach  |
| Troisdorf                          | Heilige Familie (Oberlar)            | | Troisdorf             |
| Troisdorf                          | St. Georg, Altenrath                 | | Troisdorf             |
| Troisdorf                          | St. Gerhard, Troisdorf               | | Troisdorf             |
| Troisdorf                          | St. Hippolytus (Troisdorf)           | St. Maria Königin | Troisdorf             |
| Troisdorf                          | St. Mariä Himmelfahrt, Spich         | | Troisdorf             |
| Verbandsgemeinde Unkel             | St. Johannes Baptist, Bruchhausen    | | Königswinter          |
| Verbandsgemeinde Unkel             | St. Maria Magdalena, Rheinbreitbach  | | Königswinter          |
| Verbandsgemeinde Unkel             | St. Pantaleon Unkel, Unkel           | | Königswinter          |
| Verbandsgemeinde Unkel             | St. Severinus, Erpel                 | | Königswinter          |
| Pfarrei St. Marien (Wachtberg)     | St. Maria Rosenkranzkönigin, Berkum  | Heilige Drei Könige, Oberbachem; Zu den heiligen Erzengeln, Pech; St. Georg, Fritzdorf; St. Gereon, Niederbachem; St. Margareta, Adendorf; St. Simon und Judas, Villip                                                                                                  | Meckenheim/Rheinbach  |
| Windeck                            | St. Joseph, Rosbach                  | | Eitorf/Hennef         |
| Windeck                            | St. Laurentius, Dattenfeld           | St. Elisabeth, Schladern | Eitorf/Hennef         |
| Windeck                            | St. Mariä Heimsuchung, Leuscheid     | | Eitorf/Hennef         |
| Windeck                            | St. Peter, Herchen                   | St. Martin, Altenherfen | Eitorf/Hennef         |